# Longitarsus arnoldi
Longitarsus arnoldi là một loài bọ cánh cứng trong họ Chrysomelidae. Loài này được Bergeal & Doguet miêu tả khoa học năm 1991.